# I know what I like (in your wardrobe)
I know what I like (in your wardrobe) is een lied van Genesis. De muziekgroep schreef het nummer voor hun studioalbum Selling England by the Pound. Het werd vermeld als een gezamenlijke compositie van Tony Banks, Phil Collins, Peter Gabriel, Steve Hackett en Mike Rutherford. 
De opnamen voor dat album begonnen rommelig. Genesis was net terug van een tournee en hun platenlabel drong aan op een nieuw album na hun succesvolle Foxtrot. De eerste aanzet voor het album vonden plaats in een landhuis in Chessington, Kingston upon Thames. Deze leidden niet tot het gewenste resultaat. De volgende plaats, een ruimte van een dansschool in Shepherd's Bush had meer succes, zeker voor I know what I like. Het basisidee was afkomstig uit een riff van gitarist Steve Hackett, dat werd in eerste instantie door de andere leden afgehouden; het zou te veel op The Beatles lijken. Later werd het toch weer opgepakt. 
Het lied gaat over een weinig ambitieuze tuinman/terreinknecht, die in plaats van zich verder te ontwikkelen liever achter een grasmaaier werkt. Om een uur in de middag begint hij zittend op een bankje aan zijn lunch en vangt de gesprekken die rondom hem gevoerd worden op ("It’s one o’clock and time for lunch"). Het album vermeldt dat het nummer geïnspireerd is op het schilderij The dream van Betty Swanwick ("lyrics based on the cover painting"), die als platenhoes werd gebruikt voor de elpee. Het laat een slapende figuur zien op een bankje in een tuin. Om de hoes aan te laten sluiten bij het album werd de grasmaaier voor de hoes aan het schilderij toegevoegd.
Het nummer begint met een lage toon op de mellotron en handpercussie. Dat mellotrongeluid zou het geluid van een grasmaaier moeten weergeven; ook eindigt het nummer ermee. Die handpercussie is af en toe gedurende het hele nummer te horen. Het nummer eindigt op het album met een relatief lang instrumentaal outro. Dat eind werd tijdens concerten uitgerekt, zoals te horen is op het livealbum Seconds Out. Tijdens die uitbreiding deed Collins vaak kunstjes met een tamboerijn, dan wel richtte hij zich tot het publiek. Het nummer werd bijna gedurende de gehele carrière van de band live uitgevoerd tot aan When in Rome 2007 aan toe. Gedurende die periode werd het aan andere nummers gelast, iets wat Genesis vaker met hun nummers deed of opgenomen in een medley. Gitarist Steve Hackett zou het nummer ook nog spelen tijdens zijn concerten, met name die gewijd waren aan de Genesisalbums. 
In februari 1974 werd het uitgegeven als single met op de B-kant Twilight alehouse, een nummer dat bedoeld was voor Foxtrot, maar er niet meer op/bijpaste. Het werd Genesis’ eerste hit in het Verenigd Koninkrijk met zeven weken notering en een 21e plaats als hoogste notering. In Nederland en België haalde het geen notering.
De Marillionzanger Fish zong een cover van I know what I like op zijn album Songs from the mirror. Fish kreeg destijds het verwijt dat zijn stem en manier van doen te veel op Peter Gabriel leek. Hij wilde bewijzen geen Gabrielkloon te zijn. Andere versies kwamen van de hand van Crack the Sky (1996), ReGenesis (een band die alleen nummers van Genesis uitvoert), GTR (waarin Hackett speelde) en Ray Wilson (zanger van het laatste studioalbum van Genesis).